# Ophioderma tonganum
Ophioderma tonganum är en ormstjärneart som beskrevs av Christian Frederik Lütken 1872. Ophioderma tonganum ingår i släktet Ophioderma och familjen Ophiodermatidae. Inga underarter finns listade i Catalogue of Life.